# Тунгуски језици
Тунгуски или тунгуско-манџурски језици, група су језика заступљена у северној Кини – у Манџурији и Синкјангу, источној Русији – у централном и источном Сибиру, и у Монголији. Већина језика ове групе је угрожена.
Традиционално се сматрају делом алтајске породице језика.

## Класификација
Тунгуско-манџурски језици се најчешће деле на северне (тунгуске) и јужне (манџурске) језике, а јужни се даље деле на југозападни и југоисточни огранак.
Тунгуско-манџурски језици:
- Северни језици (тунгуски језици)
  - Евенска група
    - Евенски језик (ламутски језик)

  - Евенкијска група
    - Евенкијски језик (тунгуски језик)
    - Орочонски језик

  - Негидалска група
    - Негидалски језик
- Јужни језици (манџурски језици)
  - Југоисточни језици
    - Нанајска група
      - Нанајски језик
      - Улчијски језик
      - Орочки језик

    - Удегејска група
      - Удегејски језик
      - Орочијски језик

  - Југозападни језици 
    - Манџурски језик
    - Сибински језик (сибоански језик, сибо језик)

Језик са највише говорника је евенкијски (око 29.000 говорника), манџурски је донедавно био једини језик који је имао писани облик.

## Карактеристике
Сви језици ове групе су аглутинативни и познају категорију самогласничке хармоније.

## Повезаност са другим језицима
Тунгуски језици се традиционално сврставају у алтајске језике, заједно са туркијским и монголским језицима. Део лингвиста сматра да су тунгуски језици повезани и са корејским и јапанским језиком, а можда и са аину језиком.